# Hélène Cals

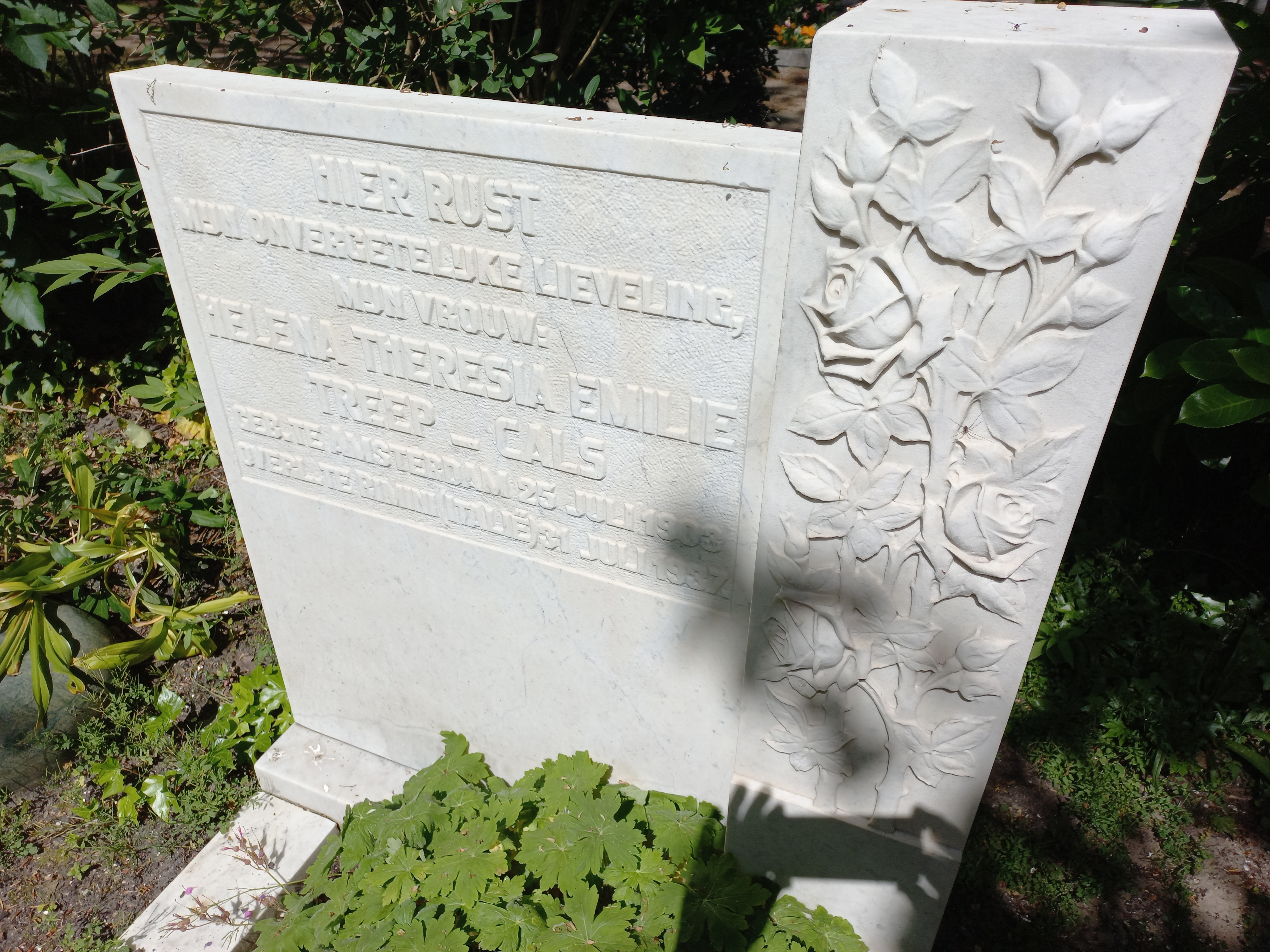
Grafsteen Hélène Cals op Zorgvlied (mei 2023)

Helena Theresia Emilie (Hélène) Cals (Watergraafsmeer, 25 juli 1903 – Rimini, 31 juli 1937) was een Nederlands coloratuursopraan.
Zij was dochter van het Limburgse echtpaar (taal)leraar Martin Hubert Emil Cals en Maria Theresia Niel. Zijzelf trouwde in april 1932 met dirigent Nico Treep.
Ze kreeg haar opleiding van Rose Schönberg aan het Conservatorium van Amsterdam. Al tijdens haar opleiding (Schönbergklas) trad ze op. Ze was in haar korte leven bekend als operazangeres, maar zou zelden op het podium hebben gestaan (concertuitvoeringen van aria’s). Ze zong mee in een vocaal kwartet met Suze Luger-van Beuge, Louis van Tulder en Willem Ravelli. Ze was in haar jaren dikwijls op de Nederlandse Radio te horen en ook op de Duitse en Franse. Ze zong tijdens ledenwerfcampagnes voor de AVRO van Willem Vogt.
Alhoewel ze in geen van de Nederlandse muzieklexicons of Algemene Muziek Encyclopedie wordt genoemd (ze leefde tussen J.H. Letzer: Muzikaal Nederland 1850-1910 en Krusemans Geïllustreerde Muzieklexicon in), trad ze minstens 22 keer op met het Concertgebouworkest op. Dirigenten Hubert Cuypers, Pierre Monteux, Louis Marie George Arntzenius, Nico Treep, Eduard van Beinum, Willem Mengelberg, Albert van Raalte, Eduard Flipse en Jan van Gilse gaven leiding aan haar stem. Ook zong ze tijdens de zogenaamde Kurhausconcerten. Ze gaf op voorspraak van Jan van Gilse les aan het Conservatorium van Utrecht (hoofdlerares solozang); ze was daarin opvolger van Anton Averkamp.
Haar stem is bewaard gebleven in diverse plaatopnamen; eerst voor 78 toerenplaten; de VARA heeft een deel daarvan nog gebundeld tot elpee, later kwam een verzamel-cd uit (DDR 0711).
Dirigent en componist Nico van der Linden componeerde voor haar zijn oratorium Exodus op tekst van Albert de Vries, dat in 1928 werd uitgevoerd door koor (Zang en Vriendschap) en orkest (Haarlemse Orkestvereeniging) onder leiding van hemzelf. Andere solisten waren Jo Vincent, Willem Ravelli en J. v.d. Berk.
Ze overleed op 31 juli 1937 rond 18.00 uur in het kuuroord Casa di Cura in Rimini, waar ze probeerde bij te komen van haar drukke werkzaamheden, maar ten onderging aan een angina. Ze overleed aan een bloedvergiftiging ter bestrijding van de ziekte. Ze werd in Italië begraven, maar op zaterdagmiddag 17 december 1938 in alle stilte herbegraven op Zorgvlied. In 2010 werd zij opnieuw herbegraven op Zorgvlied. Nico Treep overleed op 18 juni 1945 te Blaricum.
In oktober 1937 zou ze meezingen in werken van Johann Sebastian Bach en Wolfgang Amadeus Mozart (Vespera solomnis de confessore) begeleid door het Residentie Orkest onder leiding van Phons Dusch.
1. ↑  redactie, Nico van der Linden 70 jaar. De Telegraaf (5 juni 1963). Geraadpleegd op 15 oktober 2022 – via delpher.nl.
2. ↑  redactie, Hélène  Cals in Memorie (twee artikelen). De Telegraaf (2 augustus 1937). Geraadpleegd op 15 oktober 2022 – via delpher.nl.
3. ↑  Louis van Tulder (ingezonden brief), Het verscheiden van Hélène  Cals. Haagsche Courant (5 augustus 1937). Geraadpleegd op 15 oktober 2022 – via delpher.nl.